# Грінченко Олександр Маркович
Олекса́ндр Ма́ркович Грі́нченко (* 23 червня 1904, — † 1998) — український вчений-ґрунтознавець радянських часів, 1955 — доктор сільськогосподарських наук, 1959 — член-кореспондент Української академії сільськогосподарських наук, 1964 — заслужений діяч науки УРСР. Репресований сталінським режимом.

## Біографія

Пам'ятна плита Грінченку Олександру Марковичу на колумбарії Другого міського кладовища Харкова

Олександр Маркович народився 10 червня 1904 року с. Довгеньке, тепер Тальнівський район.
1921 року по закінченні школи йде з дому — батьки не хотіли, щоб він вчився — вдома потрібні були робочі руки.
У 1923 році закінчив Уманську сільськогосподарську профшколу. 
У 1926 році закінчив Уманський сільськогосподарський інститут по фаху агроном-рільник, в часі навчання працював практикантом та лаборантом хімічної лабораторії, керівником якої був професор Б. М. Шершавицький.
З 1926 по 1929 роки науковий співробітник Уманської сільськогосподарської дослідної станції. Досліджував «Динаміку азоту і фосфору в парах трьохпільної сівозміни» — видано лабораторією. З 1928 року завідував агрохімічною лабораторією.
У 1929 році переходить до Харківського сільськогосподарського інституту — відряджений до аспірантури. 1931 року закінчив аспірантуру за спеціальністю «фізико-хімія ґрунтів».
1932 — у складі бригади зі складання карти районів вапнування УРСР, виданої 1932 під редакцією академіка О. Н. Соколовського. В 1934-1935 роках — у складі бригади ґрунтознавства разом з В. І. Крокосом під керівництвом Г. Г. Махова.
У 1935 році став штатним доцентом кафедри ґрунтознавства Харківського сільськогосподарського інституту.
У  січні 1937 року затверджений у вченому званні доцента.
У 1938 році в часі «єжовщини» був ув'язнений 9 місяців, також були засуджені Гринь Г. С. та Соколовський О. Н. Після реабілітації продовжує працю, 1940 року — кандидат сільськогосподарських наук.
У часі радянсько-німецької війни — у народному ополченні, працював на будівництві Харківського комплексу оборонних споруд. Евакуюється з інститутом в Узбекистан до міста Катта-Курган.
У 1944 році повертається інститут, призначений заступником директора по адміністративно-господарській роботі — по 1948 рік. В 1947–1952 роках — декан факультету.
Учасник Всесоюзної сільськогосподарської виставки 1954–1955 років.
У  1955 році захистив докторську дисертацію на тему «Окультурювання солонцевих ґрунтів Середнього Придніпров‘я».
З 1959 по 1969 роки— ректор Харківського сільськогосподарського інституту.
З 1969 по 1989 рік завідував кафедрою ґрунтознавства.
Розробив теоретичні основи та практичні заходи щодо окультурення й підвищення родючості солонцевих і підзолистих (кислих) ґрунтів Лісостепу й Полісся УРСР.
У 1964 році присвоєно почесне звання Заслуженого діяча науки Української РСР.
Підготував і видав — з 1928 по 1984 рік — 152 наукові праці, з них 3 монографії та один навчальний посібник.
Після смерті кремований, прах зберігають на колумбарії Другого міського кладовища Харкова.

## Відзнаки та нагороди
- орден Леніна;
- орден «Знак пошани»;
- медаль «За доблесну працю у Великів Вітчизняній війні 1941-1945 рр.»;
- медаль «За трудову відзнаку»;
- 5 медалей ВДНГ.